# Yushu (Jilin)
Yushu (榆树市S, YúshùP) è una città-contea della Cina, situata nella provincia di Jilin e amministrata dalla prefettura di Changchun.